# Berni Rodríguez
Berni Rodríguez, född 7 juni 1980 i Málaga, Andalusien, är en spansk idrottare som tog OS-silver i basket 2008 i Peking. Detta var Spaniens andra medalj i herrbasket i olympiska sommarspelen. För närvarande spelar Rodríguez för Unicaja Málaga.